# میهو فوجیما
میهو فوجیما (انگلیسی: Miho Fujima؛ زادهٔ ۲۹ نوامبر ۱۹۷۸) بازیگر اهل ژاپن است.
از فیلم‌ها یا برنامه‌های تلویزیونی که وی در آن نقش داشته‌است می‌توان به جو-آن: کینه اشاره کرد.